# Mikołajew (Łódź)
Mikołajew [pronunciación en polaco: /mikɔˈwajɛf/] es un pueblo en el distrito administrativo de Gmina Parzęczew, dentro del condado de Zgierz, voivodato de Łódź, en el centro de Polonia. Se encuentra a unos 3 kilómetros sureste de Parzęczew, 16 kilómetros al noroeste de Zgierz, y 23 kilómetros al noroeste de la capital regional Łódź.